# Карапетян, Самвел Саркисович
Самве́л Сарки́сович Карапетя́н (арм. Սամվել Սարգսի Կարապետյան; род. 18 августа 1965, Калинино) — армянский и российский предприниматель, миллиардер, меценат. Президент и основатель группы компаний «Ташир». Президент благотворительного фонда «Ташир». По состоянию на февраль 2025 года занимал 1102-е место в рейтинге самых богатых людей мира с оценкой состояния в $4,5 млрд.

## Биография
Родился 18 августа 1965 года в посёлке Калинино (в настоящее время — город Ташир), Армянской ССР, в семье педагогов: отец — специалист по математике, директор школы; мать — преподаватель английского языка.
В 1986 году окончил машиностроительный факультет Ереванского политехнического института.
В ноябре 2008 года защитил докторскую диссертацию посвященную исследованию развития системы управления инвестиционной деятельности в крупных диверсифицированных компаниях.
С 1986 года стал руководить заводом эмалированных изделий в городе Калинино: сначала возглавил технологическую службу, затем — директор предприятия. Позже выкупил завод и в 1989 году преобразовал его в собственный многопрофильный кооператив «Зенит» по производству резинотехнических и металлических изделий. В 1992 году переехал в Россию.
В 1991 году по инициативе Самвела Карапетяна городу Калинино в Лорийской области было возвращено армянское название — Ташир.
В 1997 году в городе Калуга приобрёл компанию «Калугаглавснаб», на базе которой в 1999 году была создана строительно-промышленная группа компаний «Ташир», в состав которой постепенно вошли производственные, строительные, энергетические активы, снабженческие и сбытовые организации, сети торговых центров, гостиниц, жилых домов, кинотеатров, розничных торговых сетей и ресторанов, — в целом более двухсот компаний.
В 2000 году основал благотворительный Фонд «Ташир».
В 2003 году начал экспансию на московский рынок недвижимости с покупки участка земли, где через два года открывлся первый современный многофункциональный торгово-развлекательный центр «РИО» на Севастопольском проспекте Москвы (на сегодняшний день[какой?] — самая большая сеть торгово-развлекательных центров России).
В 2020 году выплатил часть залога за освобождение из-под стражи экс-президента Армении Роберта Кочаряна.
В августе 2020 года после катастрофы, произошедшей 4 августа 2020 года в порту Бейрута, Самвел Карапетян заявил о поддержке бейрутских армян и выразил готовность содействовать восстановлению пострадавшей церкви Святого Геворга. По его инициативе благотворительный фонд «Ташир» направил $200 тыс. на восстановление церкви и оказал адресную помощь семьям погибших армян, выделив на эти цели по $10 тыс.

## Уголовное преследование в Армении
17 июня 2025 года Самвел Карапетян в связи с резкими заявлениями премьер-министра Армении Никола Пашиняна против Католикоса всех армян, первоиерарха Армянской Апостольской Церкви Гарегина II сказал журналистам: «Одна небольшая группа, забыв историю Армении, историю армянской церкви, насчитывающую тысячелетия, устроила нападки на армянскую церковь, народ. Поскольку я всегда был рядом с Армянской церковью и народом, то я буду принимать непосредственное участие. Если же политики не добьются успеха, то мы поучаствуем во всем этом по-своему». В ответ Пашинян написал в Интернете, обратившись к Карапетяну: «Армения и её законы — это вам не деревня в Калуге. Надеюсь, вкус государства останется у вас во рту». 18 июня 2025 года Пашинян заявил журналистам: «Я не потерплю этого. Никто не может угрожать Армении. Заявление Карапетяна, что они вмешаются по-своему, удостоилось самой конкретной оценки». 
17 июня 2025 года в доме Карапетяна в Ереване прошёл обыск. Возле дома собрались сотни сторонников бизнесмена, двое из них получили травмы в результате стычки с полицией, 45 человек были задержаны. После допроса  Карапетяну было предъявлено обвинение в публичных призывах к захвату власти. По информации его адвоката, Следственный комитет Армении попросил суд об избрании Карапетяну меры пресечения в виде содержания под стражей.

## Состояние
В 2006 году Карапетян впервые вошёл в «Рейтинг крупнейших владельцев недвижимости» журнала Forbes с доходом полученным от аренды коммерческой недвижимости $29 млн, который уже в 2007 году увеличил более чем в два раза — до $67 млн.
В 2011 году Карапетян вошел в международный рейтинг The World’s Billionaires американского Forbes, заняв 879 место среди богатейших людей планеты с состоянием в $ 1,4 млрд.  К 2015 году занял 418 строчку рейтинга.
C 2017 года стал входить в рейтинг 500 богатейших людей мира агентства Bloomberg.
За прошедшие девять лет[какие?] по оценке журнал Forbes увеличил состояние в пять раз до $3,7 млрд.
| Показатель         | 2010 | 2011 | 2012 | 2013 | 2014 | 2015 | 2016 | 2017 | 2018 | 2019 | 2020 | 2021 | 2022 | 2023 | 2024 |
| Состояние ($ млрд) | 0,75 | 1,4  | 1,6  | 3,8  | 4,3  | 4,0  | 3,1  | 3,4  | 3,7  | 3,7  | 2,5  | 3,3  | 1,1  | 2,7  | 2,9  |
| Место (в мире)     |      | 879  | 804  | 353  | 345  | 418  | 549  | 564  | 606  | 568  | 836  |      |      |      | 1143 |

В 2017 году основатель группы компаний «Ташир»[уточнить] впервые вошел в рейтинг 500 богатейших людей мира, подготовленный агентством Bloomberg, с состоянием в 3,86 млрд долларов США.

## Семья
Женат, трое детей.:
Татевик Карапетян (род. 1990) — первый вице-президент ГК «Ташир», управляющая медийными активами и федеральной сетью кинотеатров «Синема Стар», входящих в ГК «Ташир».
Саркис Карапетян (род. 1992) — бизнесмен, первый вице-президент ГК «Ташир»; с 4 июня 2016 года женат на Саломе Карапетян (Кинцурашвили)..
Карен Карапетян — первый вице-президент ГК «Ташир»; с 17 сентября 2017 года женат на Лилит Карапетян (Маркосян).
Брат Карен Карапетян — армянский государственный деятель.

## Награды и рейтинги
- «Серебряный крест» Союза армян России — за активную общественную деятельность по сплочению армян в регионах, сохранению национальной самобытности, защите прав и интересов, росту авторитета «Союза армян России» и поддержанию мира и согласия с различными этническими группами, населяющими Россию, а также активное участие в организации, развитии и укреплении связей между общественностью России и Армении, помощи населению Юга России, пострадавшего от небывалого стихийного бедствия — наводнения[10].
- 2001 — получает Российскую национальную премию в области бизнеса и предпринимательства «Бизнес-Олимп» — «Заслуженный предприниматель Российской Федерации».[источник не указан 49 дней]
- 2001 — награждён золотой медалью в честь 1700-летия принятия христианства в Армении.[источник не указан 49 дней]
- 2001 — Орден святого благоверного князя Даниила Московского II степени (РПЦ).[источник не указан 49 дней]
- 2003 — награждён именными часами Президента России.[источник не указан 49 дней]
- 2005 — получает Всероссийскую премию «Российский Национальный Олимп» — орден «За Честь и Доблесть» и нагрудный знак «Золотой Олимп».[источник не указан 49 дней]
- 2010 — занял первое место в рейтинге самых влиятельных персон рынка коммерческой недвижимости, составленном ведущим отраслевым изданием CommercialRealEstate.[источник не указан 49 дней]
- 2011 — Орден Святого Месропа Маштоца (3 сентября 2011 года, Армения) — по случаю 20-летия независимости Республики Армения, за значительный вклад в защиту национальных интересов, многолетнюю и плодотворную проармянскую деятельность, самоотверженность и заслуги в обеспечении развития и прогресса Республики Армения[11][12].
- 2011 — лауреат национальной премии «Человек года — 2011» за вклад в экономическое и культурное развитие регионов России.[источник не указан 49 дней]
- 2012 — по итогам года вошел в тройку лидеров рейтинга владельцев коммерческой недвижимости России, составленного журналом Forbes[13].
- 2012 — Орден «Славы и Чести» II степени (РПЦ) — за вклад в восстановление Морского Никольского собора в Кронштадте.[источник не указан 49 дней]
- 2012 — на международной выставке коммерческой недвижимости MAPIC 2012 в Каннах удостоен звания «Персона года».
- 2012 — Почётная грамота Президента Российской Федерации (18 апреля 2012 года) — за большой вклад в реализацию мероприятий по восстановлению Кронштадтского Морского собора во имя Святителя Николая Чудотворца[14].
- 2013 — по итогам 2013 года сохранил место в тройке лидеров рейтинга владельцев коммерческой недвижимости России, составленного журналом Forbes[15].
- 2013 — удостоен высшей награды Армянской Апостольской церкви — ордена Святого Григория Просветителя за вклад в строительство Кафедрального собора Преображения Господня в Москве.[источник не указан 49 дней]
- 2014 — занял второе место рейтинга крупнейших рантье России, составленного журналом Forbes[16].
- 2014 — возглавил рейтинг самых влиятельных собственников коммерческой недвижимости России рейтинг Commercial Real Estate CRE-100.[источник не указан 49 дней]
- 2014 — Памятная медаль «XXVII Всемирная летняя универсиада 2013 года в г. Казани».[источник не указан 49 дней]
- 2015 — сохранил за собой почетное второе место рейтинга крупнейших рантье России, составленного журналом Forbes[17].
- 2015 — возглавил рейтинг самых влиятельных собственников коммерческой недвижимости России рейтинг Commercial Real Estate CRE-100.[источник не указан 49 дней]
- 2015 — сохранил за собой почётное второе место рейтинга крупнейших рантье России, составленного журналом Forbes[17].
- 2015 — орден святого благоверного князя Даниила Московского III степени (РПЦ) — за вклад в строительство храма во имя святых первосвятителей равноапостольных Мефодия и Кирилла на Дубровке[18].
- 2015 — Орден «За заслуги перед Отечеством» I степени (24 сентября 2015 года, Армения) — за активную поддержку в организации и проведении мероприятий, посвящённых 100-летию Геноцида армян[19][20].
- 2019 — патриарший орден «Рыцаря Святого Эчмиадзина» за исключительный вклад и заслуги перед Армянской апостольской церковью[21].